# Petr Vakoč
Petr Vakoč (Praga, 11 luglio 1992) è un ex ciclista su strada ceco, professionista dal 2014 al 2021. In carriera ha vinto una tappa al Tour de Pologne 2014 e al Tour of Britain 2015, e la Freccia del Brabante 2016.

## Palmarès
- 2010 (Juniores)

2ª tappa, 1ª semitappa Tour du Pays de Vaud (Corseaux > Orbe)
- 2011 (A.S.C. Dukla Praha, una vittoria)

Campionati cechi, Prova a cronometro Under-23
- 2013 (Etixx-IHNed, cinque vittorie)

Classifica generale Okolo Slovenska
1ª tappa Vuelta a la Comunidad de Madrid Under-23 (Robledo de Chavela > Robledo de Chavela)
Classifica generale Vuelta a la Comunidad de Madrid Under-23
4ª tappa Giro della Repubblica Ceca (Olomouc > Svatý Kopeček)
Grand Prix Královéhradeckého kraje
- 2014 (Omega Pharma-Quickstep, una vittoria)

2ª tappa Tour de Pologne (Toruń > Varsavia)
- 2015 (Etixx-Quick Step, tre vittorie)

Campionati cechi, Prova in linea
Classifica generale Giro della Repubblica Ceca
2ª tappa Tour of Britain (Clitheroe > Colne)
- 2016 (Etixx-Quick Step, tre vittorie)

Classic Sud Ardèche
Drôme Classic
Freccia del Brabante

### Altri successi
- 2013 (Etixx-IHNed)

Classifica giovani Okolo Slovenska
Classifica a punti Vuelta a la Comunidad de Madrid Under-23
Classifica a punti Giro della Repubblica Ceca
- 2014 (Omega Pharma-Quickstep)

Campionati del mondo universitari, Prova in linea
Campionati del mondo universitari, Prova a cronometro
- 2015 (Etixx-Quick Step)

1ª tappa Giro della Repubblica Ceca (Uničov, cronosquadre)
Classifica giovani Tour du Poitou-Charentes
- 2016 (Etixx-Quick Step)

Classifica giovani Tour du Haut-Var
Classifica giovani Tour La Provence

## Piazzamenti

### Grandi Giri
- Giro d'Italia

2015: 116º
- Tour de France

2016: 118º
2021: 118º

### Classiche monumento
- Milano-Sanremo

2021: 132º
- Giro delle Fiandre

2020: 70º
- Liegi-Bastogne-Liegi

2015: 73º
2016: ritirato
2017: 148º
2019: 94º
2020: 39º
- Giro di Lombardia

2015: 53º
2016: 53º
2019: ritirato
2020: 51º
2021: ritirato

### Competizioni mondiali
- Campionati del mondo

Offida 2010 - In linea Juniors: 60º
Copenaghen 2011 - In linea Under-23: 15º
Ponferrada 2014 - Cronometro Elite: 29º
Ponferrada 2014 - In linea Elite: 29º
Richmond 2015 - Cronometro Elite: 53º
Richmond 2015 - In linea Elite: ritirato
Bergen 2017 - In linea Elite: ritirato
Yorkshire 2019 - In linea Elite: 46º
Fiandre 2021 - In linea Elite: 32º
- Giochi olimpici

Rio de Janeiro 2016 - In linea: 58º

### Competizioni europee
- Campionati europei

Plumelec 2016 - In linea Elite: 5º